# Killing Skills
Killing Skills – holenderski zespół producentów muzyki hip-hopowej. Powstał w 2007 roku z inicjatywy Jaapa Wiewela i Chrisa van Rootselaara. W latach późniejszych skład formacji uzupełnił Polak Adam "O.S.T.R." Ostrowski. 
Szerszą rozpoznawalność grupa zyskała po nawiązaniu współpracy z Ostrowskim w 2012 roku. Formacja wyprodukowała m.in. wyróżniony złotą płytą w Polsce debiutancki album grupy Tabasko – Ostatnia szansa tego rapu (2012). Kolejny sukces grupa odniosła wraz z Ostrowskim i Łukaszem "Hadesem" Bułatem-Mironowiczem za sprawą platynowego albumu Haos (2013). W 2015 roku ukazał się debiutancki album Killing Skills zatytułowany Harmonics. Nagrania w limitowanym do 3 tys. egzemplarzy nakładzie zostały dołączone do wyróżnionego złotą płytą albumu solowego Ostrowskiego pt. Podróż zwana życiem, a wyprodukowanego przez Killing Skills. 

## Wybrana dyskografia
Albumy
| Tytuł     | Dane dot. albumu                                 |
| --------- | ------------------------------------------------ |
| Harmonics | - Data: 23 lutego 2015 - Wydawca: Asfalt Records |

Single
| Tytuł                                                                      | Rok  |
| -------------------------------------------------------------------------- | ---- |
| Killing Skills – „Heartbreaker” (gościnnie: Richie Spice i Warrior King)   | 2013 |
| Killing Skills – „Coma” (gościnnie: Gikkels)                               | 2014 |
| Killing Skills – „Vallende Ster” (gościnnie: Dret, Krulle i Michael Bryan) | 2014 |
| Killing Skills – „Drop the Gun”                                            | 2014 |
| Killing Skills, Noise Trio – „Voodoo” (gościnnie: Joe Kickass i Sacha Vee) | 2014 |
| Killing Skills – „Cruisin'” (gościnnie: Joe Kickass)                       | 2014 |

Inne
| Album                               | Rok  | Uwagi                                               | Źródło |
| ----------------------------------- | ---- | --------------------------------------------------- | ------ |
| Joe KickAss – Let Me Introduce      | 2010 | realizacja nagrań, produkcja, miksowanie, mastering | [ 11 ] |
| Tabasko – Ostatnia szansa tego rapu | 2012 | produkcja, miksowanie, mastering                    | [ 12 ] |
| Hef – Papierwerk                    | 2012 | realizacja nagrań, miksowanie, mastering            | [ 13 ] |
| O.S.T.R., Hades – Haos              | 2013 | produkcja, miksowanie, mastering                    | [ 14 ] |
| Zorak – Świadomość                  | 2013 | produkcja, miksowanie, mastering                    | [ 15 ] |
| O.S.T.R. – Podróż zwana życiem      | 2015 | muzyka, produkcja, miksowanie, mastering            | [ 16 ] |
| O.S.T.R. – W drodze po szczęście    | 2018 | produkcja, miksowanie, mastering                    |        |